# Augusto Correia Godinho Ferreira da Costa
Augusto Correia Godinho Ferreira da Costa ComC (1 de Agosto de 1840 - 7 de Junho de 1909), 1.º Visconde de Rio Sado, foi um político, juiz, colecionador e académico português.

## Família
Filho de José Correia Godinho da Costa, 1.º Visconde de Correia Godinho, e de sua mulher Mariana Francisca Ferreira.

## Biografia
Era Bacharel formado em Direito pela Faculdade de Direito da Universidade de Coimbra, cujo curso concluiu em 1859. Logo no ano seguinte foi nomeado Governador Civil do Distrito de Faro, tendo exercido idêntico cargo no Distrito de Aveiro, no Distrito de Bragança e no Distrito de Santarém. Foi Vice-Presidente da Câmara Municipal de Lisboa e contribuiu poderosamente para que se empreendesse a abertura da Avenida da Liberdade pelo apoio que deu a José Gregório da Rosa Araújo, então Presidente da Vereação. Foi eleito Deputado às Cortes em 1879 e reeleito para as Legislaturas de 1882-1884 e de 1886-1887. Foi o primeiro que apresentou às Câmaras uma proposta para tornar legalmente estabelecido o descanso dominical. Na Magistratura, carreira na qual não pôde ter o trajeto normal de promoções por dela ter sido repetidamente afastado pelos cargos políticos que exerceu, como Juiz Substituto, função que exerceu durante um larguíssimo período, houve-se com dignidade e competência, que não excluía não só uma grande humanidade para com os inculpados como a demonstração dum espírito agudíssimo e cheio de vivacidade. Ficaram célebres os seus ditos de espírito, que muitas vezes provocavam hilaridade no Tribunal, logo contida nos seus justos limites. A suspensão de pena foi uma disposição jurídica usada pela primeira vez em Tribunais Portugueses pelo 1.º Visconde de Rio Sado. Foi grande colecionador de antiguidades, dando a preferência à magnífica coleção de relógios que reuniu na sua casa.
Era Fidalgo Cavaleiro da Casa Real, Excelentíssimo Senhor Grã-Cruz da Real Ordem de Isabel a Católica, de Espanha, Comendador da Real Ordem Militar de Nosso Senhor Jesus Cristo de Portugal, Comendador da Ordem da Coroa da Itália da Itália, Oficial da Ordem Nacional da Legião de Honra de França, Conselheiro de Sua Majestade Fidelíssima, Membro da Real Academia Matritense de Legislação e Jurisprudência, etc.
O título de 1.º Visconde de Rio Sado foi-lhe concedido por Decreto de D. Luís I de Portugal de 9 de Maio de 1878.

## Casamento
Casou a 14 de Janeiro de 1863 ou a 14 de Fevereiro de 1868 com Maria da Encarnação de Orta (Lisboa, 21 de Janeiro de 1841 - ?), filha do 1.º Visconde de Orta, sem geração.